# Граццанизе
Граццанизе (итал. Grazzanise) — коммуна в Италии, располагается в регионе Кампания, в провинции Казерта.
Население составляет 6835 человек (на 2004 г.), плотность населения составляет 148 чел./км². Занимает площадь 46,99 км². Почтовый индекс — 81046. Телефонный код — 0823.
Покровителем населённого пункта считается святой Иоанн Креститель. Праздник ежегодно празднуется 29 августа.